# Köln-Ehrenfeld
Köln-Ehrenfeld este sectorul 4 al orașului Köln, care cuprinde cartierele: Bickendorf, Bocklemünd/Mengenich, Ehrenfeld, Neuehrenfeld, Ossendorf și Vogelsang.